# المدرسة اليابانية في الدوحة
المدرسة اليابانية في الدوحة هي مدرسة يابانية تقع في مدينة الدوحة, قطر.

## الروابط الخارجية
1. ↑  "学校案内." (Archive) The Japan School of Doha. Retrieved on 2 January 2014. "Site No.29 West Al Nasiriya,Doha,Qatar" Access Map (Archive). نسخة محفوظة 30 يوليو 2017 على موقع واي باك مشين.

- Japanese School in Doha (باليابانية)